# Alcockia
Alcockia is een geslacht van straalvinnige vissen uit de familie van de naaldvissen (Ophidiidae). De wetenschappelijke naam van het geslacht werd in 1896 gepubliceerd door George Brown Goode & Tarleton Hoffman Bean.

## Soorten
- Alcockia rostrata (Günther, 1887)